# Pseudomaro aenigmaticus
Genre
Espèce
Synonymes
- Lepthyphantes sanctibenedicti Brignoli, 1971

Pseudomaro aenigmaticus, unique représentant du genre Pseudomaro, est une espèce d'araignées aranéomorphes de la famille des Linyphiidae.

## Distribution
Cette espèce se rencontre en Europe. Elle est troglophile.

## Description
La femelle holotype mesure 1,40 mm.
Les femelles mesurent de 1,5 à 1,7 mm

## Publication originale
- Denis, 1966 : Pseudomaro aenigmaticus n. gen., n. sp., araignée nouvelle pour la faune de Belgique, et un congénère probable de Sibérie. Annales du Musée Royal d'Histoire Naturelle de Belgique, vol. 42, no 9, p. 1-7.